# ТЭФИ (премия, 2001)
ТЭ́ФИ — российская национальная телевизионная премия за высшие достижения в области телевизионных искусств. Учреждена фондом «Академия Российского Телевидения» 21 октября 1994 года. Премия должна была стать российским аналогом американской телевизионной премии «Эмми».
Для участия в конкурсе «ТЭФИ—2001» принимались работы, произведённые и впервые вышедшие в эфир на территории России в период с 1 сентября 2000 года по 31 мая 2001 года.

## Церемония
Седьмая церемония награждения была проведена 26 октября 2001 года в Государственном центральном концертном зале «Россия». Её ведущими стали Айгуль Мирзаянова и Кирилл Набутов, Мария Киселёва и Валдис Пельш, Светлана Сорокина и Владимир Познер. Подготовка и трансляция в эфире телевизионной версии церемонии награждения была выполнена телеканалом «НТВ».

## Победители и финалисты
Победители указаны первыми и выделены отдельным цветом 
N/A — сведения о финалистах отсутствуют в доступных источниках информации
| Номинации                                                     | Победители и финалисты | Производитель | Представляющая организация                                                                           | Канал-вещатель                         |
| ------------------------------------------------------------- | --- | --- | --- | -------------------------------------- |
| Информационная программа — общенациональные (сетевые) новости | «Вести» | ФГУП "ГТК «Телеканал „Россия“»" — дирекция информационных программ                                                                                                 | ФГУП "ГТК «Телеканал „Россия“»"                                                                      | Телеканал «Россия»                     |
| Информационная программа — общенациональные (сетевые) новости | «Время. Информационный канал» | Дирекция информационных программ ОАО «ОРТ» | ОАО «ОРТ»                                                                                            | ОРТ                                    |
| Информационная программа — общенациональные (сетевые) новости | «Сегодня» | ОАО «Телекомпания НТВ» | ОАО «Телекомпания НТВ»                                                                               | НТВ                                    |
| Новости — время местное. Ежедневные региональные выпуски      | «Вести-Москва» | ФГУП "ГТК «Телеканал „Россия“»" — дирекция информационных программ                                                                                                 | ФГУП "ГТК «Телеканал „Россия“»"                                                                      | Телеканал «Россия»                     |
| Новости — время местное. Ежедневные региональные выпуски      | «Час Пик» | ЗАО «Телерадиокомпания ТВ-2», г. Томск | ЗАО «Телерадиокомпания ТВ-2», г. Томск                                                               | ЗАО «Телерадиокомпания ТВ-2», г. Томск |
| Новости — время местное. Ежедневные региональные выпуски      | «Новости „Афонтово“» | ЗАО Красноярская телекомпания «Афонтово», г. Красноярск | ЗАО Красноярская телекомпания «Афонтово», г. Красноярск                                              | ТК «Афонтово», г. Красноярск           |
| Журналистское расследование                                   | «Этапом на запад». Авторская программа Елены Масюк | ФГУП "ГТК «Телеканал „Россия“»" | ФГУП "ГТК «Телеканал „Россия“»"                                                                      | Телеканал «Россия»                     |
| Журналистское расследование                                   | «Будни» | ОАО «ТВК 6 канал», г. Красноярск | ОАО «ТВК 6 канал», г. Красноярск                                                                     | ОАО «ТВК 6 канал», г. Красноярск       |
| Журналистское расследование                                   | «Дикая охота» | Дирекция общественно-политического вещания ОАО «ОРТ» | ОАО «ОРТ»                                                                                            | ОРТ                                    |
| Публицистическая программа                                    | «Времена» | ООО «Студия Фониной» | ОАО «ОРТ»                                                                                            | ОРТ                                    |
| Публицистическая программа                                    | «Забытый полк». Авторская программа Евгения Кириченко | ОАО «Телекомпания НТВ» | ЗАО «МНВК»                                                                                           | НТВ                                    |
| Публицистическая программа                                    | «Один день Бутырки» | АОЗТ «Адамово яблоко», г. Санкт-Петербург | ЗАО «МНВК»                                                                                           | НТВ                                    |
| Ток-шоу                                                       | «Жди меня» | ЗАО «Телекомпания ВИD» | ОАО «ОРТ»                                                                                            | ОРТ                                    |
| Ток-шоу                                                       | «Глас народа» | ОАО «Телекомпания НТВ» | ОАО «Телекомпания НТВ»                                                                               | НТВ                                    |
| Ток-шоу                                                       | «12 злобных зрителей» | ЗАО «Энергия ТВ» | ЗАО «Энергия ТВ»                                                                                     | «MTV-Россия»                           |
| Телевизионный художественный/игровой фильм                    | «Особенности национальной охоты в зимний период» | ООО «Кинокомпания „Урсус-фильм“», г. Санкт-Петербург | ОАО «ОРТ»                                                                                            | ОРТ                                    |
| Телевизионный художественный/игровой фильм                    | «1 мая» | ООО «Золотой Телец», г. Санкт-Петербург | ФГУП "ГТК «Телеканал „Россия“»"                                                                      | Телеканал «Россия»                     |
| Телевизионный художественный/игровой фильм                    | «Наследницы» | ГДП «„Киностудия имени Сергея Бондарчука“ киноконцерна „Мосфильм“»                                                                                                 | ОАО «ТВ Центр»                                                                                       | ТВ Центр                               |
| Телевизионный художественный/игровой сериал                   | «Граница. Таёжный роман» | ООО «Школа-студия А. Митты» | ОАО «ОРТ»                                                                                            | ОРТ                                    |
| Телевизионный художественный/игровой сериал                   | «Империя под ударом» | ООО «Группа „Сварог“», г. Санкт-Петербург | ОАО «ОРТ»                                                                                            | ОРТ                                    |
| Телевизионный художественный/игровой сериал                   | «Остановка по требованию» | ООО «Студия ТриТэ» | ОАО «ОРТ»                                                                                            | ОРТ                                    |
| Телевизионный документальный фильм                            | «Дуня» | ЗАО «АТВ Продакшн» | ЗАО «АТВ Продакшн»                                                                                   | ТВ Центр                               |
| Телевизионный документальный фильм                            | «Марш победы» | Некоммерческая организация учреждение культуры «Студия ТШ» | ЗАО «МНВК»                                                                                           | ТВ-6 Москва                            |
| Телевизионный документальный фильм                            | «Русские африканцы» | ОАО «ОРТ» | ОАО «ОРТ»                                                                                            | ОРТ                                    |
| Сериал телевизионных документальных фильмов                   | «Острова» | ФГУП "ГТК «Телеканал „Культура“»" | ФГУП "ГТК «Телеканал „Культура“»"                                                                    | ГТК «Телеканал „Культура“»             |
| Сериал телевизионных документальных фильмов                   | N/A | | |                                        |
| Сериал телевизионных документальных фильмов                   | N/A | | |                                        |
| Телевизионная игра                                            | «Что? Где? Когда?» | ООО «Телекомпания „Игра“» | ООО «Телекомпания „Игра“»                                                                            | ОРТ                                    |
| Телевизионная игра                                            | «Кто хочет стать миллионером?» | ООО «Вейз Медиа» | ОАО «ОРТ»                                                                                            | ОРТ                                    |
| Телевизионная игра                                            | «Детектив-шоу» | ЗАО «АТВ Продакшн» | ЗАО «АТВ Продакшн»                                                                                   | ТВ Центр                               |
| Музыка на телевидении                                         | «И все поют стихи Булата…» | ЗАО «Телекомпания РЕН ТВ» | ЗАО «Телекомпания РЕН ТВ»                                                                            | REN TV, ОРТ                            |
| Музыка на телевидении                                         | «Золотой граммофон 2000» | ЗАО «Русское Радио — Евразия» | ОАО «ОРТ»                                                                                            | ОРТ                                    |
| Музыка на телевидении                                         | «Старые песни о главном. Постскриптум» | ОАО «ОРТ» | ОАО «ОРТ»                                                                                            | ОРТ                                    |
| Программа для детей                                           | «КОАПП» | ООО «Телерадиокомпания „Класс!“» | ОАО «ОРТ»                                                                                            | ОРТ                                    |
| Программа для детей                                           | «100 %» | ООО «Телерадиокомпания „Класс!“» | ОАО «ОРТ»                                                                                            | ОРТ                                    |
| Программа для детей                                           | «Звёздный час» | ЗАО «Телекомпания ВИD» | ОАО «ОРТ»                                                                                            | ОРТ                                    |
| Научно-популярная программа                                   | «Путешествие натуралиста» | ООО «Телекомпания „Живые новости“» | ООО «Телекомпания „Живые новости“»                                                                   | НТВ                                    |
| Научно-популярная программа                                   | N/A | | |                                        |
| Научно-популярная программа                                   | N/A | | |                                        |
| Просветительская программа                                    | «Умницы и умники» | ООО «Студия Юрия Вяземского „ТВ-образ“» | ОАО «ОРТ»                                                                                            | ОРТ                                    |
| Просветительская программа                                    | «История одного шедевра. Русский музей» | ООО «ВИП ТВ» | ОАО «ОРТ»                                                                                            | ОРТ                                    |
| Просветительская программа                                    | «Серебряный шар» | ЗАО «Телекомпания ВИD» | ОАО «ОРТ»                                                                                            | ОРТ                                    |
| Юмористическая программа                                      | «Тушите свет!» | ООО «Пилот ТиВи» | ООО «Пилот ТиВи», ЗАО «МНВК»                                                                         | НТВ, ТНТ, ТВ-6 Москва                  |
| Юмористическая программа                                      | «Писаки» | ГУ ОТРК «Югра», г. Ханты-Мансийск | ГУ ОТРК «Югра», г. Ханты-Мансийск                                                                    | ГУ ОТРК «Югра»                         |
| Юмористическая программа                                      | «Смехопанорама Евгения Петросяна» | АНО «Вектор-Русь» | ОАО «ОРТ»                                                                                            | ОРТ                                    |
| Телевизионный дизайн                                          | Дизайн и оформление телеканала «Югра» | Дизайн-студия «Цех 1» и «Центр компьютерного дизайна „2 крыла“», г. Москва                                                                                         | ГУ ОТРК «Югра», г. Ханты-Мансийск                                                                    | ГУ ОТРК «Югра», г. Ханты-Мансийск      |
| Телевизионный дизайн                                          | N/A | | |                                        |
| Телевизионный дизайн                                          | N/A | | |                                        |
| Ведущий информационной программы                              | Сергей Ким — «Новости „Афонтово“» | ЗАО «Красноярская телекомпания „Афонтово“», г. Красноярск | ЗАО «Красноярская телекомпания „Афонтово“», г. Красноярск                                            | ТК «Афонтово», г. Красноярск           |
| Ведущий информационной программы                              | Юлия Мучник — «Час Пик. Суббота» | ЗАО «Телерадиокомпания ТВ-2», г. Томск | ЗАО «Телерадиокомпания ТВ-2», г. Томск                                                               | ЗАО «Телерадиокомпания ТВ-2», г. Томск |
| Ведущий информационной программы                              | Михаил Осокин — «Сегодня» | ОАО «Телекомпания НТВ» | ЗАО «МНВК»                                                                                           | НТВ                                    |
| Репортёр                                                      | Елена Широкова — «Деньги Нефёдковой» | ООО «Телекомпания „Четвёртый канал“», г. Екатеринбург | ООО «Телекомпания „Четвёртый канал“», г. Екатеринбург                                                | ТК «Четвёртый канал», г. Екатеринбург  |
| Репортёр                                                      | Олег Грознецкий — «Время» | Дирекция информационных программ ОАО «ОРТ» | ОАО «ОРТ»                                                                                            | ОРТ                                    |
| Репортёр                                                      | Руслан Гусаров — «Сегодня» | ОАО «Телекомпания НТВ» | ОАО «Телекомпания НТВ»                                                                               | НТВ                                    |
| Интервьюер                                                    | Владимир Молчанов — «И дольше века…» | ООО «Промоушен Групп» | ФГУП "ГТК «Телеканал „Россия“»"                                                                      | Телеканал «Россия»                     |
| Интервьюер                                                    | Андрей Максимов — «Времечко. Ночной полёт» | ЗАО «АТВ Продакшн» | ЗАО «АТВ Продакшн»                                                                                   | ТВ Центр                               |
| Интервьюер                                                    | Кирилл Набутов — «Один день Бутырки» | АОЗТ «Адамово яблоко», г. Санкт-Петербург | ЗАО «МНВК»                                                                                           | НТВ                                    |
| Спортивный комментатор, ведущий спортивной программы          | Виктор Гусев — «На футболе с Виктором Гусевым» | ОАО «ОРТ» | ОАО «ОРТ»                                                                                            | ОРТ                                    |
| Спортивный комментатор, ведущий спортивной программы          | Юлия Бордовских — «Сегодня» | ОАО «Телекомпания НТВ» | ЗАО «МНВК»                                                                                           | НТВ                                    |
| Спортивный комментатор, ведущий спортивной программы          | N/A | | |                                        |
| Ведущий развлекательной программы                             | Юрий Стоянов, Илья Олейников — «Городок». «Без определённого места жительства»                                                                                          | ЗАО «Студия Позитив TV», г. Санкт-Петербург | ФГУП "ГТК «Телеканал „Россия“»"                                                                      | Телеканал «Россия»                     |
| Ведущий развлекательной программы                             | Ольга Шелест, Антон Комолов — «Бодрое утро на MTV» | ЗАО «Энергия ТВ» | ЗАО «Энергия ТВ»                                                                                     | «MTV-Россия»                           |
| Ведущий развлекательной программы                             | Максим Галкин — «Кто хочет стать миллионером?» | ООО «Вейз Медиа» | ОАО «ОРТ»                                                                                            | ОРТ                                    |
| Продюсер                                                      | Константин Эрнст, Анатолий Максимов, Джахонгир Файзиев — «Убойная сила — 2», «Граница. Таёжный роман», «Остановка по требованию», «Империя под ударом», «Подозрение»    | ООО «Кинокомпания „Урсус-фильм“», г. Санкт-Петербург; ООО «Школа-студия А. Митты»; ООО «Студия ТриТэ»; ООО «Группа „Сварог“», г. Санкт-Петербург; ООО «Про-синема» | ОАО «ОРТ»                                                                                            | ОРТ                                    |
| Продюсер                                                      | Дмитрий Лесневский — «Чёрная комната» | ЗАО «Телекомпания РЕН ТВ» | ЗАО «Телекомпания РЕН ТВ»                                                                            | REN TV                                 |
| Продюсер                                                      | Анатолий Малкин — «Дуня» | ЗАО «АТВ Продакшн» | ЗАО «АТВ Продакшн»                                                                                   | ТВ Центр                               |
| Сценарист                                                     | Александр Митта, Зоя Кудря — «Граница. Таёжный роман» | ООО «Школа-студия А. Митты» | ОАО «ОРТ»                                                                                            | ОРТ                                    |
| Сценарист                                                     | Андрей Кивинов — «Убойная сила — 2». «Смягчающие обстоятельства» | ООО «Кинокомпания „Урсус-фильм“», г. Санкт-Петербург | ОАО «ОРТ»                                                                                            | ОРТ                                    |
| Сценарист                                                     | Алексей Слаповский — «Остановка по требованию» | ООО «Студия ТриТэ» | ОАО «ОРТ»                                                                                            | ОРТ                                    |
| Режиссёр                                                      | Александр Митта — «Граница. Таёжный роман» | ООО «Школа-студия А. Митты» | ОАО «ОРТ»                                                                                            | ОРТ                                    |
| Режиссёр                                                      | Елена Смелая — «Дуня» | ЗАО «АТВ Продакшн» | ЗАО «АТВ Продакшн»                                                                                   | ТВ Центр                               |
| Режиссёр                                                      | N/A | | |                                        |
| Оператор                                                      | Александр Фукс — «Что? Где? Когда?» | ООО «Телекомпания „Игра“» | ООО «Телекомпания „Игра“»                                                                            | ОРТ                                    |
| Оператор                                                      | Сергей Астахов — «Граница. Таёжный роман» | ООО «Школа-студия А. Митты» | ОАО «ОРТ»                                                                                            | ОРТ                                    |
| Оператор                                                      | N/A | | |                                        |
| Телевизионное событие года                                    | Всероссийский конкурс региональных информационных программ «Новости — время местное»                                                                                    | АНО «Интерньюс», Национальная Ассоциация Телерадиовещателей, Фонд «Академия Российского телевидения»                                                               | АНО «Интерньюс», Национальная Ассоциация Телерадиовещателей, Фонд «Академия Российского телевидения» |                                        |
| Телевизионное событие года                                    | Проект «Телевизионная деревня» (организация многопрограммного вещания и информационного обеспечения в сельских, удаленных и малодоступных районах Российской Федерации) | ООО «ТВ-Деревня»; ООО «Астероид», г. Ростов-на-Дону; Национальная Ассоциация Телерадиовещателей                                                                    | ООО «ТВ-Деревня»; ООО «Астероид», г. Ростов-на-Дону; Национальная Ассоциация Телерадиовещателей      |                                        |
| Телевизионное событие года                                    | События на и вокруг «НТВ». Премия не вручается | | |                                        |
| «За личный вклад в развитие российского телевидения»          | Ворошилов Владимир Яковлевич | | |                                        |
| Специальный приз Академии Российского телевидения             | Лиознова Татьяна Михайловна | | |                                        |